# Super Aguri F1
Super Aguri F1 – utworzony w 2005 roku przez Aguriego Suzuki zespół wyścigowy, w sezonach 2006–2008 startował w Mistrzostwach Świata Formuły 1.

## Historia

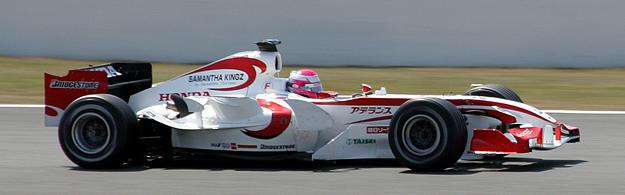
Bolid Super Aguri z 2006 roku prowadzony przez Francka Montagny'ego

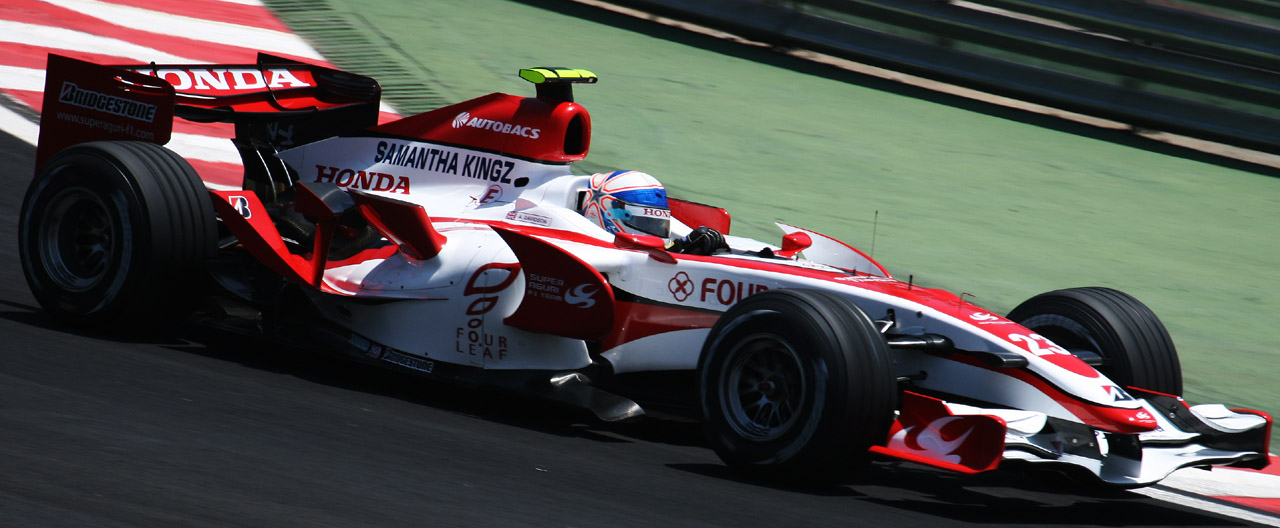
Bolid Super Aguri z 2007 roku prowadzony przez Anthony'ego Davidsona

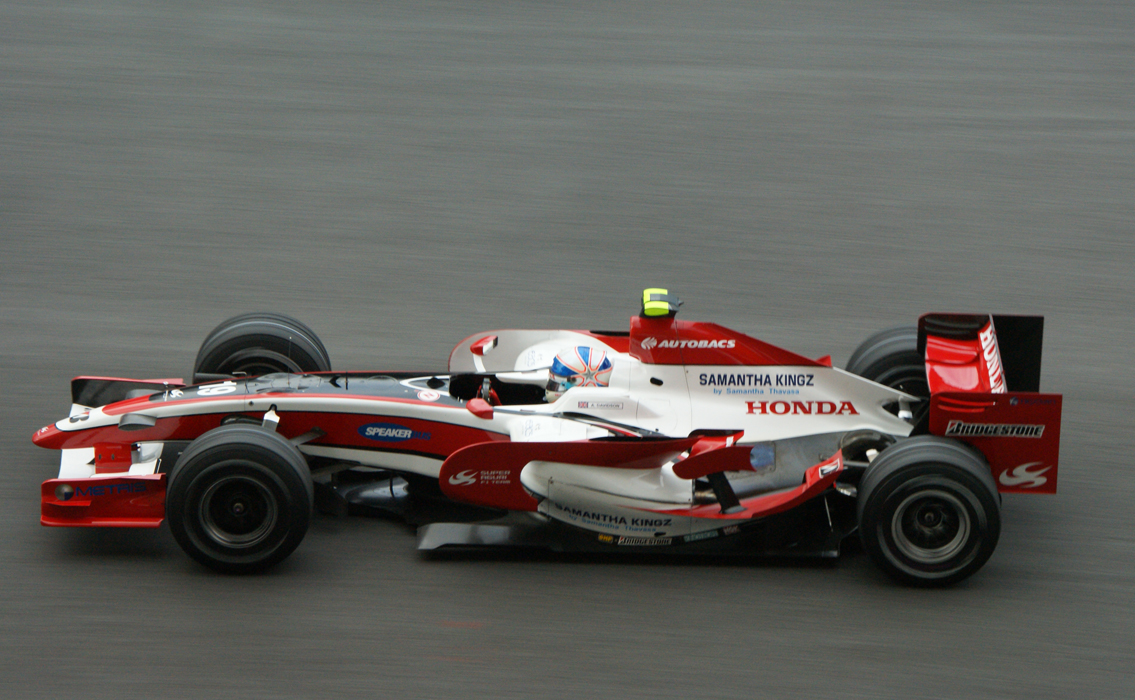
Bolid Super Aguri z 2008 roku prowadzony przez Anthony'ego Davidsona

Stajnia wykupiła fabrykę w Leafield, która dawniej należała do zespołu Arrows. Japończycy odkupili prawa do bolidów Arrows A23, które należały do byłego właściciela zespołu Minardi – Paula Stodarta. To właśnie w przystosowanych do nowych przepisów, bolidach z sezonu 2002, zespół rozpoczął starty w F1. Samochody otrzymały oznaczenie SA05. Super Aguri było silnie powiązane z Hondą i to właśnie ten producent dostarczał im jednostki napędowe V8, a w przyszłości także skrzynie biegów. Dostawcą opon był natomiast Bridgestone.
W związku z powiązaniami z Hondą, jednym z głównych kierowców zespołu został Takuma Satō. W drugim fotelu zasiadł inny Japończyk, Yūji Ide. Zadebiutował mając przejechane zaledwie kilkaset kilometrów za kierownicą bolidu Formuły 1. Kilka incydentów na torze z jego udziałem zaważyły na tym, że został ostatecznie zdegradowany do roli kierowcy testowego. Miejsce niedoświadczonego Japończyka zajął bardziej doświadczony, ale także debiutujący w wyścigach F1, Franck Montagny. Francuz był związany z zespołem już wcześniej. W pierwszych trzech rundach sezonu był ich rezerwowym kierowcą, nie wystąpił jednak w żadnym piątkowym treningu z powodu braku trzeciego samochodu. Od Grand Prix Niemiec Montagnego zastąpił dotychczasowy trzeci kierowca Sakon Yamamoto. 
Bolid SA06 był konstrukcją w pełni stworzoną przez Super Aguri. Pierwsze jazdy nowy bolid odbył na torze Silverstone podczas testów przed Grand Prix Niemiec. Pierwotnie samochód miał zadebiutować wraz z rozpoczęciem cyklu wyścigów w Europie. Jego premiera w wyścigu została jednak opóźniona i debiut nastąpił podczas Grand Prix Niemiec. Nowy samochód nie spisał się jednak najlepiej, ponieważ oba bolidy SA06 nie dojechały do mety z powodu usterek mechanicznych.
W sezonie 2007 w zespole zaszły duże zmiany. Podstawowa to zmiana kierowców: partnerem Takumy Satō został dotychczasowy, wieloletni tester zespołu Hondy – Anglik Anthony Davidson, natomiast kierowcą testowym i rezerwowym został Holender Giedo van der Garde.
Przed sezonem 2008 zespół zmagał się z bardzo dużymi problemami finansowymi, jednak w ostatniej chwili został wykupiony przez tajemniczą korporację Magma Group i dołączył się do wspólnych testów przedsezonowych dopiero w przedostatnim dniu. Bolid bazowano na bazie nadwozia Hondy RA107 będącej najgorszym poza Spykerami samochodem w sezonie 2007.
W dniu 6 maja 2008 Aguri Suzuki podjął decyzję o wycofaniu się ze startów w F1 ze skutkiem natychmiastowym. Powodem tej decyzji były problemy finansowe zespołu, który po rozwiązaniu kontraktu z głównym sponsorem SS United Oil & Gas Company i nieudanych rozmowach z Grupą Magma i Grupą Weigl, pozostał bez wsparcia sponsorów.

## Wyniki w Formule 1
| Legenda oznaczeń w tabelach wyników Wyświetl szablon na nowej stronie | Legenda oznaczeń w tabelach wyników Wyświetl szablon na nowej stronie                                                                     |
| Oznaczenie                                                            | Wyjaśnienie |
| --------------------------------------------------------------------- | --- |
| Złoty                                                                 | Zwycięzca lub mistrzostwo |
| Srebrny                                                               | 2. miejsce lub wicemistrzostwo |
| Brązowy                                                               | 3. miejsce lub II wicemistrzostwo |
| Zielony                                                               | Ukończył, punktował (w klasyfikacji generalnej, gdy zdobył co najmniej jeden punkt na przestrzeni sezonu, poza trzema powyższymi opcjami) |
| Niebieski                                                             | Ukończył, nie punktował (w klasyfikacji generalnej, gdy nie zdobył co najmniej jednego punktu na przestrzeni sezonu)                      |
| Czerwony                                                              | Nie zakwalifikował się (NZ) |
| Czerwony                                                              | Nie prekwalifikował się (NPK) |
| Różowy                                                                | Nie ukończył (NU) |
| Różowy                                                                | Niesklasyfikowany (NS) (w klasyfikacji generalnej, gdy nie został sklasyfikowany w żadnym wyścigu sezonu)                                 |
| Czarny                                                                | Zdyskwalifikowany (DK) |
| Czarny                                                                | Wykluczony (WYK/EX) |
| Biały                                                                 | Nie wystartował (NW) |
| Biały                                                                 | Kontuzjowany (K/INJ) |
| Biały                                                                 | Wyścig odwołany (OD/C) |
| Bez koloru                                                            | Został wycofany (WYC/WD) |
| Bez koloru                                                            | Nie przybył (NP/DNA) |
| Bez koloru                                                            | Nie brał udziału w treningach (NT/DNP) |
| Bez koloru                                                            | Nie został zgłoszony (–) |
| Pogrubienie                                                           | Start z pole position |
| Kursywa                                                               | Najszybsze okrążenie wyścigu |
| †                                                                     | Nie ukończył, ale jego rezultat został zaliczony ze względu na przejechanie więcej niż 90% dystansu wyścigu.                              |
| *                                                                     | Sezon w trakcie |
| 1/2/3                                                                 | Punktowana pozycja w sprincie kwalifikacyjnym                                                                                             |
| Lista systemów punktacji Formuły 1                                    | |

| Sezon | Konstruktor | Kierowcy         | Wyniki w poszczególnych eliminacjach | Wyniki w poszczególnych eliminacjach | Wyniki w poszczególnych eliminacjach | Wyniki w poszczególnych eliminacjach | Wyniki w poszczególnych eliminacjach | Wyniki w poszczególnych eliminacjach | Wyniki w poszczególnych eliminacjach | Wyniki w poszczególnych eliminacjach | Wyniki w poszczególnych eliminacjach | Wyniki w poszczególnych eliminacjach | Wyniki w poszczególnych eliminacjach | Wyniki w poszczególnych eliminacjach | Wyniki w poszczególnych eliminacjach | Wyniki w poszczególnych eliminacjach | Wyniki w poszczególnych eliminacjach | Wyniki w poszczególnych eliminacjach | Wyniki w poszczególnych eliminacjach | Wyniki w poszczególnych eliminacjach | Wyniki kierowców | Wyniki kierowców | Wyniki konstruktora | Wyniki konstruktora |
| 2006  |             |                  | BHR                                  | MYS                                  | AUS                                  | SMR                                  | EUR                                  | ESP                                  | MCO                                  | GBR                                  | CAN                                  | USA                                  | FRA                                  | DEU                                  | HUN                                  | TUR                                  | ITA                                  | CHN                                  | JPN                                  | BRA                                  | Punkty           | Pozycja          | Punkty              | Pozycja             |
| ----- | ----------- | ---------------- | ------------------------------------ | ------------------------------------ | ------------------------------------ | ------------------------------------ | ------------------------------------ | ------------------------------------ | ------------------------------------ | ------------------------------------ | ------------------------------------ | ------------------------------------ | ------------------------------------ | ------------------------------------ | ------------------------------------ | ------------------------------------ | ------------------------------------ | ------------------------------------ | ------------------------------------ | ------------------------------------ | ---------------- | ---------------- | ------------------- | ------------------- |
| 2006  | Super Aguri | Takuma Satō      | 18                                   | 14                                   | 12                                   | NU                                   | NU                                   | 17                                   | NU                                   | 17                                   | 15                                   | NU                                   | NU                                   | NU                                   | 13                                   | NU                                   | 16                                   | DK                                   | 15                                   | 10                                   | 0                | 23               | 0                   | 11                  |
| 2006  | Super Aguri | Yūji Ide         | NU                                   | NU                                   | 13                                   | NU                                   | –                                    | –                                    | –                                    | –                                    | –                                    | –                                    | –                                    | –                                    | –                                    | –                                    | –                                    | –                                    | –                                    | –                                    | 0                | 25               | 0                   | 11                  |
| 2006  | Super Aguri | Franck Montagny  | –                                    | –                                    | –                                    | –                                    | NU                                   | NU                                   | 16                                   | 18                                   | NU                                   | NU                                   | 16                                   | –                                    | –                                    | –                                    | –                                    | –                                    | –                                    | –                                    | 0                | 27               | 0                   | 11                  |
| 2006  | Super Aguri | Sakon Yamamoto   | –                                    | –                                    | –                                    | –                                    | –                                    | –                                    | –                                    | –                                    | –                                    | –                                    | –                                    | NU                                   | NU                                   | NU                                   | NU                                   | 16                                   | 17                                   | 16                                   | 0                | 26               | 0                   | 11                  |
| 2007  |             |                  | AUS                                  | MYS                                  | BHR                                  | ESP                                  | MCO                                  | CAN                                  | USA                                  | FRA                                  | GBR                                  | EUR                                  | HUN                                  | TUR                                  | ITA                                  | BEL                                  | JPN                                  | CHN                                  | BRA                                  |                                      | Punkty           | Pozycja          | Punkty              | Pozycja             |
| 2007  | Super Aguri | Takuma Satō      | 12                                   | 13                                   | NU                                   | 8                                    | 17                                   | 6                                    | NU                                   | 16                                   | 14                                   | NU                                   | 15                                   | 18                                   | 16                                   | 15                                   | 15                                   | 14                                   | 12                                   |                                      | 4                | 17               | 4                   | 9                   |
| 2007  | Super Aguri | Anthony Davidson | 16                                   | 16                                   | 16                                   | 11                                   | 18                                   | 11                                   | 11                                   | NU                                   | NU                                   | 12                                   | NU                                   | 14                                   | 14                                   | 16                                   | NU                                   | NU                                   | 14                                   |                                      | 0                | 23               | 4                   | 9                   |
| 2008  |             |                  | AUS                                  | MYS                                  | BHR                                  | ESP                                  | TUR                                  | MCO                                  | CAN                                  | FRA                                  | GBR                                  | DEU                                  | HUN                                  | EUR                                  | BEL                                  | ITA                                  | SGP                                  | JPN                                  | CHN                                  | BRA                                  | Punkty           | Pozycja          | Punkty              | Pozycja             |
| 2008  | Super Aguri | Takuma Satō      | NU                                   | 16                                   | 17                                   | 13                                   | –                                    | –                                    | –                                    | –                                    | –                                    | –                                    | –                                    | –                                    | –                                    | –                                    | –                                    | –                                    | –                                    | –                                    | 0                | 21               | 0                   | 11                  |
| 2008  | Super Aguri | Anthony Davidson | NU                                   | 15                                   | 16                                   | NU                                   | –                                    | –                                    | –                                    | –                                    | –                                    | –                                    | –                                    | –                                    | –                                    | –                                    | –                                    | –                                    | –                                    | –                                    | 0                | 22               | 0                   | 11                  |

## Podsumowanie
| Ważne wyścigi     | Ważne wyścigi             |
| ----------------- | ------------------------- |
| Debiut            | Grand Prix Bahrajnu 2006  |
| Pierwsze punkty   | Grand Prix Hiszpanii 2007 |
| Ostatni           | Grand Prix Hiszpanii 2008 |
| Najwyższe pozycje |                           |
| Kwalifikacje      | 10                        |
| Wyścig            | 6                         |

## Statystyki
| Sezon | Zespół         | Konstruktor       | Zgłoszenia | GP | PKT | P.   | P1 | P2 | P3 | Punkt. | PP | NO | NS | DK | NZ |
| --- | -------------- | ----------------- | ---------- | -- | --- | ---- | -- | -- | -- | ------ | -- | -- | -- | -- | -- |
| 2006 | Super Aguri F1 | Super Aguri–Honda | 36         | 18 | –   | 11   | –  | –  | –  | –      | –  | –  | 18 | 1  | –  |
| 2007 | Super Aguri F1 | Super Aguri–Honda | 34         | 17 | 4   | 10   | –  | –  | –  | 1      | –  | –  | 8  | –  | –  |
| 2008 | Super Aguri F1 | Super Aguri–Honda | 8          | 4  | –   | –    | –  | –  | –  | –      | –  | –  | 2  | –  | –  |
| Razem | 1              | 1                 | 78         | 37 | 4   | 1×10 | –  | –  | –  | 1      | –  | –  | 28 | 1  | –  |
| Sezon | Zespół         | Konstruktor       | Zgłoszenia | GP | PKT | P.   | P1 | P2 | P3 | Punkt. | PP | NO | NS | DK | NZ |
| Zgłoszenia - starty wszystkich samochodów; GP - zaliczone Grand Prix; P. - pozycja końcowa; P1, P2, P3 - pozycje na podium; Punkt. - punktował; PP - pole position; NO - najszybsze okrążenia; NS - niesklasyfikowany; DK - dyskwalifikacje; NZ - nie zakwalifikował się |                |                   |            |    |     |      |    |    |    |        |    |    |    |    |    |

## Informacje techniczne
| Sezon | Zespół         | Podwozie                          | Silnik (Typ)           | Opony       |
| ----- | -------------- | --------------------------------- | ---------------------- | ----------- |
| 2006  | Super Aguri F1 | Super Aguri SA05 Super Aguri SA06 | Honda (RA806E 2,4l V8) | Bridgestone |
| 2007  | Super Aguri F1 | Super Aguri SA07                  | Honda (RA807E 2,4l V8) | Bridgestone |
| 2008  | Super Aguri F1 | Super Aguri SA08                  | Honda (RA808E 2,4l V8) | Bridgestone |
| Razem | 1              | 4                                 | 3                      | 1           |
| Sezon | Zespół         | Podwozie                          | Silnik (Typ)           | Opony       |

## Kierowcy
Źródło: F1Ultra
|     | Kierowca         | Sezony    | Starty | PP | Wygrane | MŚ | Zespół    |
| --- | ---------------- | --------- | ------ | -- | ------- | -- | --------- |
| JPN | Takuma Satō      | 2006–2008 | 38     | 0  | 0       | –  | fabryczny |
| JPN | Yūji Ide         | 2006      | 4      | 0  | 0       | –  | fabryczny |
| FRA | Franck Montagny  | 2006      | 7      | 0  | 0       | –  | fabryczny |
| JPN | Sakon Yamamoto   | 2006      | 7      | 0  | 0       | –  | fabryczny |
| GBR | Anthony Davidson | 2007–2008 | 20     | 0  | 0       | –  | fabryczny |